# Paapje
Het paapje (Saxicola rubetra) is een kleine zangvogel, die vroeger werd ingedeeld bij de familie van de lijsterachtigen (Turdidae). Volgens de huidige inzichten behoort de vogel tot de onderfamilie Saxicolinae en de familie van de vliegenvangers van de Oude Wereld (Muscicapidae). Het paapje is nauw verwant aan de roodborsttapuit (Saxicola torquata). De wetenschappelijke naam Saxicola rubetra betekent 'roodachtige bewoner van rotsen'.

## Kenmerken
De vogel is 12 tot 14 cm lang. Het is een bruingestreept vogeltje met een lichte borst. Het mannetje is in het broedseizoen wat contrastrijker getekend, donker van boven, met een masker rond het oog en een roodachtige borst. Zowel mannetje als vrouwtje hebben een duidelijke, brede, roomkleurige wenkbrauwstreep. Paapjes komen tijdens het broedseizoen in vrijwel heel Europa voor. Het is een typische Europese soort want 94% van alle paapjes over de wereld komen daar voor.

## Leefwijze
De vogel komt voor in heidevelden, duinen, ruige grond met struikgewas, vochtige weilanden en akkers.
Het voedsel bestaat uit insecten, larven, wormen, rupsen, vlinders, slakjes en spinnen.

## Voortplanting
Het legsel bestaat uit vijf of zes blauwe tot donker blauwgroene eieren met roestbruine stipjes. De vogel broedt tweemaal per jaar.

## Status in Nederland en Vlaanderen
Het paapje was voor 1940 nog een vrij algemene vogel in het agrarische landschap en de duinstreek en op de Waddeneilanden. Sinds 1945 is de vogel geleidelijk in aantal achteruitgegaan, vooral in het cultuurlandschap, waaruit hij nu geheel verdwenen is. Rondom 1960 waren er mogelijk nog drie- tot vierduizend broedparen. Volgens SOVON daalt het aantal broedparen sinds 1990 gestaag en broedden er in 2019 nog ongeveer tweehonderd tot driehonderd paar in Nederland.
In Vlaanderen is het paapje vrijwel uitgestorven als broedvogel; in de periode 2013-2018 was er slechts één zeker broedgeval.

## Status
De soort is in 2016 als bedreigd op de Nederlandse Rode Lijst gezet. De soort staat als ernstig bedreigd op de Vlaamse Rode Lijst. Internationaal lijkt de situatie minder ernstig want het paapje prijkt nog als niet bedreigd op de internationale Rode Lijst van de IUCN.

## Video
- Paapje door Marc Plomp